# کانتون اتابالو
کانتون اُتابالو (به اسپانیایی: Cantón Otavalo) یک منطقهٔ مسکونی در اکوادور است که در Otavalo واقع شده‌است.

## خصوصیات
کانتون اتابالو ۹۰٬۱۸۸ نفر جمعیت دارد و ۲٬۵۳۰ متر بالاتر از سطح دریا واقع شده‌است.